# Kentener Mühle

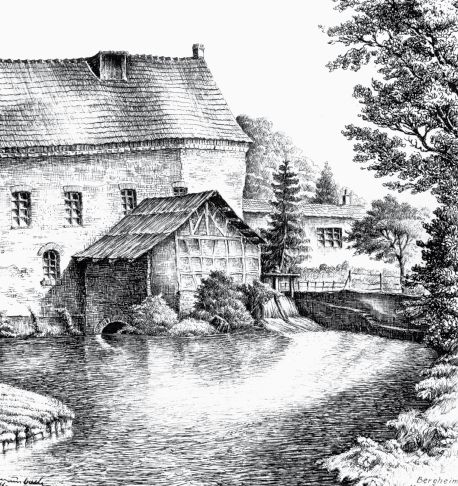
Ältere Ansicht der Kentener Mühle.

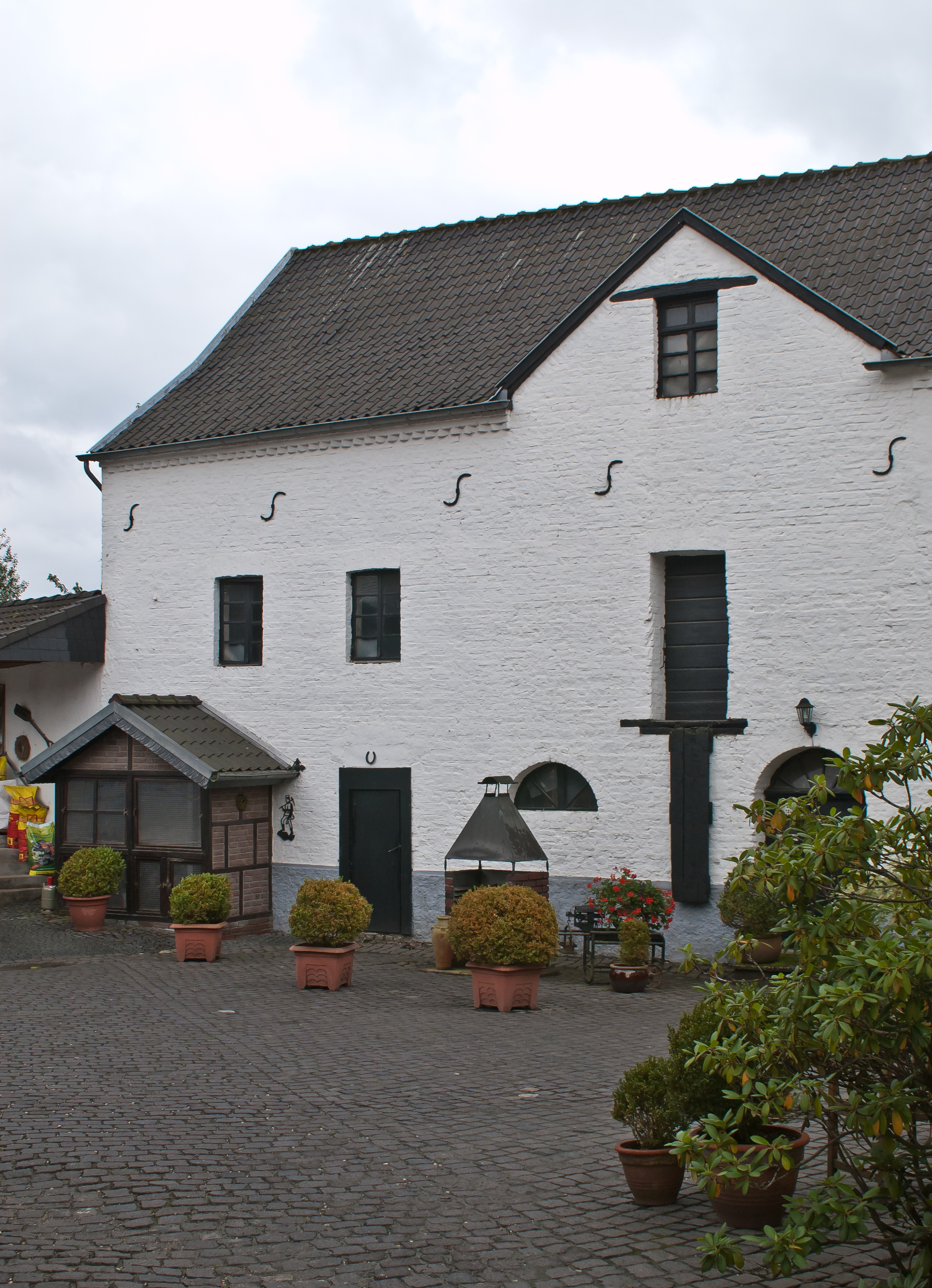
Hofseite

Die Kentener Mühle ist eine denkmalgeschützte Wassermühle an der Kleinen Erft im Stadtteil Kenten der Kreisstadt Bergheim im Rhein-Erft-Kreis.

## Geschichte
Bis 1962 wurde in der Kentener Mühle Korn gemahlen. Parallel dazu lief bis 1928 eine Ölpresse. In ihren Anfängen dürfte die Kentener Mühle zur Burg der Edelherren von Kenten gehört haben, in deren unmittelbarer Nähe sie auch lag. Sie war eine Wassermühle an der Kleinen Erft und wird erstmals 1358 erwähnt. Der Freiherr Johann Sigismund Raitz von Frentz erwarb die Mühle 1711 und verpachtete sie. Sie trug damals nach den früheren Besitzern den Namen „Rulandsmühle“. 1766 kaufte der Müller Gottfried Kolping die Mühle. Er war bis dahin Pächter der Eschermühle gewesen. Bis zum Anfang des 20. Jahrhunderts vererbte sich der Besitz der Kentener Mühle in der Familie Kolping. Neuer Eigentümer wurde dann um 1910 Heinrich Oebel, der das Anwesen von dem Gemeindevorsteher Franz Kolping erwarb. Auf ihn folgte 1921 Peter Greve, dessen Nachkommen noch heute auf der Mühle wohnen.
Das Wasserrad und das Wehr wurden 1997 unter finanzieller Beteiligung der Denkmalpflege restauriert. Die Kentener Mühle ist eine der großen Mühlen an der Erft, was sich auch darin dokumentiert, dass Mühl- und Wohngebäude voneinander getrennt sind.

## Architektur
1837 besaß die Kentener Mühle zwei Mahlgänge, einen Graupengang, zwei Ölpressen und zwei mittelschlächtige Wasserräder  (heute  eins). In der Zeit, da die Ölmühle nicht zum Ölmahlen gebraucht wurde, diente sie als Gipsmühle. Der Gips wurde als Dünger verwendet. Das eigentliche Mühlengebäude ist eingebunden in eine Hofanlage mit annähernd fünfeckigem Grundriss. Es ist unter Verwendung älterer Bauteile um 1800 errichtet worden. Der Neubau geht auf Gottfried Kolping zurück. Der zweieinhalb geschossige Backsteinbau besitzt ein Satteldach und ein zum Mühlenteich hin vorgelagertes Radhaus für das Mühlrad. Das Mühlrad hat einen Durchmesser von etwa vier Metern und besteht aus Stahlblech mit Schraubverbindungen. Es wird heute noch gelegentlich in Gang gesetzt, damit es nicht verfällt. Zwei Wehranlagen regeln den Wasserzufluss zum Mühlrad. Das Mahlwerk ist mit Nebenanlagen (Reinigungs- und Bearbeitungsmaschinen) erhalten, nur die Mahlsteine fehlen. An das Mühlengebäude schließt sich in spitzem Winkel das Wohnhaus an, ein zweigeschossiges verputztes Backsteinhaus. Der Eingangsbereich befindet sich in der Mitte der fünfachsigen Fassade. Ankersplinten verraten das Jahr der Erbauung: 1781. Auf die Erbauungszeit verweisen ebenfalls Tür und Obertürgewände und das Türblatt.

## Denkmal
Die Kentener Mühle ist ein eingetragenes Denkmal und findet sich mit der Denkmalnummer 24 in der Liste der Baudenkmäler in Kenten wieder.